# Lucky Number Slevin
Lucky Number Slevin er en amerikansk crime thrillerfilm fra 2006 instrueret af Paul McGuigan og med manuskript af Jason Smilovic. De medvirkende tæller Josh Hartnett, Lucy Liu, Morgan Freeman, Bruce Willis og Ben Kingsley.
Filmen modtog blandede anmeldelser. Den indspillede for $56,3 mio mod et budget på $27 mio.

## Medvirkende
- Josh Hartnett som Slevin Kelevra/Henry
- Lucy Liu som Lindsey
- Bruce Willis som Mr. Goodkat/Smith
- Stanley Tucci som Detective Brikowski
- Ben Kingsley som The Rabbi
- Morgan Freeman som The Boss
- Michael Rubenfeld som Yitzchak/The Fairy
- Peter Outerbridge som Detective Dumbrowski
- Kevin Chamberlin som Marty
- Dorian Missick som Elvis
- Mykelti Williamson som Sloe
- Scott Gibson som Max
- Sam Jaeger som Nick Fisher
- Danny Aiello som Roth
- Corey Stoll som Saul
- Rami Posner som The Mute
- Robert Forster som Murphy
- Jennifer Miller som Kelly